# Charlie McCoy
Charlie McCoy, vlastním jménem Charles Ray McCoy (* 28. března 1941, Západní Virginie) je americký multiinstrumentalista.
V osmi letech začal hrát na foukací harmoniku, v patnácti založil vlastní kapelu, a v jednadvaceti měl pověst vyhledávaného a výborného studiového hráče. Poprvé nahrával jako host u Roye Orbisona, a v šedesátých letech se živil jako bubeník (je multiinstrumentalistou - hraje i na kytaru, klávesy, basu, trubku, saxofon, vibrafon, tubu a další nástroje) u Stonevalla Jacksona. Slavnou nahrávku známé skladby Orange Blossom Special natočil na foukací harmoniku McCoy v roce 1965. Mezitím natáčel třeba s Johnnym Cashem, Bobem Dylanem, Elvisem Presleym, Krisem Kristoffersonem, Ringo Starrem, Alem Kooperem a dalšími.
Několikrát také navštívil Českou republiku, a to většinou na pozvání členů skupiny Druhá tráva, a to například v letech 2001, 2003, 2004 nebo 2009. S Druhou trávou také natočil živé album Live in Brno a hostoval na jejím posledním albu. On sám vydal alb více než dvacet, a na mnohých také hostoval. V současnosti je McCoy asi nejlepším a nejznámějším hráčem na foukací harmoniku v USA.[zdroj⁠?!]